# Fernando Vannucci
Fernando Antonio Vanucci Braz (Uberaba, 5 de marzo de  1951 - Barueri, 24 de noviembre de 2020) fue locutor, presentador de televisión y periodista brasileño, especializado en periodismo deportivo.

## Biografía
Fernando Vanucci empezó a trabajar a los quince años, en la Rádio Sociedade Triângulo Mineiro de Uberaba, donde nació. Luego pasó a Rádio Sete Colinas, presentando el programa Pintando o Sete. En la misma estación, inició su carrera como reportero deportivo.
A los veinte años fue contratado por Rádio Inconfidência en Belo Horizonte. Se trasladó a la Rede Globo, primero en Minas Gerais, de 1973 a 1977, luego al Globo Central de Jornalismo de Río de Janeiro. En Globo presentó varios periódicos: Globo Esporte, RJTV, Esporte Espetacular, Jornal Nacional, Jornal Hoje, Fantástico, Goals do Fantástico, entre otros.
A través de esta emisora cubrió seis Mundiales: 1978, en Argentina, 1982, en España, 1986, en México, 1990, en Italia, 1994 en Estados Unidos y 1998, en Francia. Lo más destacado es la Copa de México, donde al frente del programa de la Copa 1986, creó el eslogan que se convertiría en su marca registrada: "Alô Você". El país vivía un momento de euforia con el Plan Cruzado del presidente Sarney, donde todo "tenía que salir bien". Pero en el Mundial, Brasil entrenado por el técnico Telê Santana fue descalificado por Francia. Tras el partido, narrando una poesía de Affonso Romano de Sant'Anna, no pudo contener las lágrimas y acabó haciendo llorar a Brasil.
También en Rede Globo, junto a Luciano do Valle, Galvão Bueno, Léo Batista y Mylena Ciribelli, cubrieron los juegos Olímpicos de Moscú 1980, Los Ángeles 1984, Seúl 1988, Barcelona 1992 y Atlanta 1996. También fue el presentador de las transmisiones del Carnaval en Marquês de Sapucaí Río de Janeiro, de 1985 a 1999.
En abril de 1999, tras firmar un contrato con la empresa de marketing deportivo Traffic, debutó en el TV Bandeirantes Sport Show, donde permaneció hasta 2001, además de cubrir los Juegos Olímpicos de Sídney 2000, el programa diario Esporte Agora y Carnaval en Bahía. En 2002, también por Traffic, estuvo en Rede Record, hasta que fue contratado en febrero de 2003 por RedeTV! para narrar la evidencia de la Fórmula del Viejo Mundo y presentar TV Esporte. El último programa terminó siendo reemplazado por TV Esporte Notícias, presentado por él mismo y luego debutante Renata Maranhão, reemplazada en junio de 2004 por Cláudia Barthel.
En septiembre de 2004 cedió su lugar en el periódico a Cristina Lyra. En el mismo mes trabajó en la cobertura de los Juegos Paralímpicos de Atenas. En noviembre de 2004 comenzó a narrar partidos para la Superliga de Voleibol.
A fines de febrero de 2005, comenzó a comandar RedeTV! Sport, al principio junto a Roberto Avallone (que permaneció en la presentación del programa hasta abril, cuando se cambió a la Rede Bandeirantes), y luego con Cristina Lyra. También fue presentador del programa de debate deportivo Bola na Rede, los domingos por la noche e hizo el bloque deportivo de RedeTV! Noticias.
En 2011, dejó Rede TV al final de su contrato y pasó a hacerse cargo de su empresa de comunicación.
En agosto de 2014, se incorporó al equipo de Rede Brasil de Televisão, donde fue editor deportivo.
En 2018 presentó en el portal de la UOL el programa "Rusia está ahí", comentando las novedades de la selección brasileña durante el Mundial de ese año.

## Vida personal
El 9 de julio de 2006, Vannucci cayó enfermo mientras presentaba en vivo el programa Bola na Rede da RedeTV!, emitido después de la final del Mundial de 2006. Según la dirección de la emisora, el malestar fue causado por el uso de medicamentos para tratar los trastornos de ansiedad. En ese momento, el programa fue cortado y el presentador fue reemplazado por el periodista Augusto Xavier. Hasta entonces, mucha gente creía que el presentador habría actuado bajo la influencia de bebidas alcohólicas en su programa.
En entrevista con la revista Veja y otros medios, explicó que tomó 4 mg del ansiolítico de Lorax (lorazepam) después de una conversación familiar. Vannucci dijo que en el almuerzo, antes de la discusión, tomó dos copas de vino, lo que puede haber mejorado el efecto calmante.
Otro hecho que marcó la diferencia fue Internet. El video aturdido de Vanucci se ha visto más de 500.000 veces en el sitio web de YouTube. Sin embargo, fue retirado a pedido del propio Vanucci, luego de ser víctima de una broma sobre este video por parte de integrantes del programa Pânico na TV.
En noviembre de 2006, Vannucci fue hospitalizado después de que se descubrieron varios problemas cardíacos. Se sometió a un cateterismo y luego a una angioplastia, pero se recuperó rápidamente.
En abril de 2019 sufrió un infarto, que requirió la colocación de un marcapasos.

#### Problemas de salud y muerte
El 24 de noviembre de 2020 en Barueri sufrió un infarto, habiendo sido rescatado por la mucama y trasladado a Urgencias Central de dicha ciudad, pero no pudo resistir y falleció, a los sesenta y nueve años.